# José Cantón
José Cantón Landazuri (* 23. März 1937 in Basauri; † 13. November 2013 in San Fernando) war ein spanischer Fußballspieler.

## Sportlicher Werdegang
Cantón begann seine Karriere beim CD Baskonia in der Tercera División, 1957 stieg er mit dem Klub in die Segunda División auf. Ein Jahr später wechselte er innerhalb der Liga zu Racing Santander, beim Gründungsmitglied der Primera División und langjährigen Erstligisten blieb dem Stürmer jedoch der Durchbruch verwehrt. Daher verließ er nach zwei Spielzeiten trotz Zweitligameisterschaft und damit verbundener Rückkehr ins spanische Oberhaus den Verein und schloss sich dem Zweitligisten CD San Fernando an. Hier war er regelmäßiger Torschütze, 1964 folgte jedoch der Abstieg in die Drittklassigkeit. Anschließend folgten jeweils einjährig dauernde Kurzengagements bei den Drittligisten CF Reus Deportiu, Gimnàstic de Tarragona und dem Zweitligisten FC Cádiz, ehe er ab 1967 erneut für den CD San Fernando auflief.
Später war Cantón im regionalen Bereich als Trainer tätig. Er trainierte Hércules San Fernando, den FC Puerto Real, den FC Atlético Sanluqueño und den Racing Club Portuense.
Im November 2013 starb Cantón im Alter von 76 Jahren.